# Пирофосфат калия
Пирофосфат калия — неорганическое соединение,
соль калия и дифосфорной кислоты с формулой K4P2O7,
бесцветные кристаллы,
растворяется в воде,
образует кристаллогидраты.

## Получение
- Разложение гидроортофосфата калия при нагревании:

{\displaystyle {\mathsf {2K_{2}HPO_{4}\ {\xrightarrow {t^{o}C}}\ K_{4}P_{2}O_{7}+H_{2}O}}}

## Физические свойства
Пирофосфат калия образует бесцветные кристаллы
гексагональной сингонии,
пространственная группа P 61,
параметры ячейки a = 1,021145 нм, c = 4,26958 нм, Z = 18.
При 280°С происходит переход в фазу
гексагональной сингонии,
пространственная группа P 63/mmc,
параметры ячейки a = 0,59645 нм, c = 1,44972 нм, Z = 2.
Растворяется в воде, не растворяется в этаноле.
Образует кристаллогидрат состава K4P2O7•3H2O.

## Применение
Промышленный пирофосфат калия используется в лакокрасочных покрытиях, моющих средствах, средствах для очистки накипи, бурении нефтяных скважин, текстильно-вспомогательных веществах, бесцианистом оцинковании, поверхностной обработке, обработке воды, очистке гончарной глины, и т.д.
В текстильной промышленности он используется как диспергирующая добавка и буферный агент для улучшения качества отбеливания и окрашивания удалением малого количества ионов железа из воды.
Благодаря свойству образования комплексов, это вещество может образовать стабильные комплексы с ионами Ca2+, Mg2+ в жесткой воде. Поэтому, он широко используется как промышленное моющее средство.
Он также может защитить железо, свинец, цинк и другие металлы от коррозии.
Пищевой пирофосфат калия используется в пищевых добавках, эмульгаторах, комплексообразующих веществах, усилителях, и т.д. Он может предотвратить потерю цвета у консервированных фруктов, увеличить степень набухания мороженых и выход ветчины и колбасы, увеличить влагоудерживающую способность рыбы и мяса, улучшить вкус макарон и предотвратить старение сыра, и т.д.